# Lee Stevenson
Lee Stevenson é um mecânico britânico que atualmente é o mecânico-chefe da equipe de Fórmula 1 da Kick Sauber. Ele anteriormente trabalhou para a Red Bull Racing por 18 anos.

## Carreira
A carreira de Stevenson no automobilismo começou aos 15 anos de idade, na equipe de Fórmula 1 Jordan Grand Prix. Ele começou a trabalhar como mecânico em 1999 e ganhou sua primeira experiência de trabalho como estagiário. Cinco anos depois, em 2004, Stevenson foi transferido para a equipe de corrida e, em 2005, trabalhou na parte traseira do carro pilotado por Tiago Monteiro, que terminaria no 16º lugar no Campeonato Mundial de Fórmula 1 daquele ano, com sete pontos.
Isso lançou as bases para a carreira de sucesso de Stevenson. Em 2006, ele se transferiu para a Red Bull Racing, equipe esta que mais tarde disputaria pole positions, vitórias em corridas e até mesmo títulos mundiais. De quarto mecânico, Stevenson passou a ser o segundo mecânico da Red Bull, tornando-se o primeiro mecânico do carro de Daniil Kvyat em 2015. Quando o russo foi substituído por Max Verstappen em 2016, Stevenson conheceu o agora tricampeão mundial Verstappen. Antes do início da temporada de 2023, Stevenson tornou-se mecânico-chefe da equipe austríaca, permanecendo até o Grande Prêmio da Austrália de 2024.
Stevenson esteve ao lado de Verstappen em todas as 56 vitórias do tricampeão na categoria. Um dos trabalhos notáveis do britânico ao longo dos anos com o piloto neerlandês foi no Grande Prêmio da Hungria de 2020. Na ocasião, Verstappen bateu quando levava o carro para o grid de largada, mas a equipe comandada pelo mecânico conseguiu reparar a suspensão danificada a tempo. Verstappen terminou a corrida em segundo.
Lee Stevenson anunciou sua saída da Red Bull Racing via Instagram no final de março de 2024. Depois de 18 anos no cargo, o britânico decidiu aceitar um novo desafio. Logo em seguida ao anúncio, foi confirmado que essa equipe seria a Sauber, que será transformada na Audi F1 Team em 2026. Em sua nova equipe, ele também assumiu o cargo de mecânico-chefe e começou a trabalhar na Sauber a partir do Grande Prêmio do Japão.